# Petar Popovski
Petar Popovski er Ingeniør i Elektronik ved Aalborg Universitet i Aalborg, Danmark. Han blev fremhævet som stipendant (Fellow) ved The Institute of Electrical and Electronics Engineers, Inc. (IEEE) i 2016 for sit arbejde i Kodning af Netværk og adgangsmetoder inden for Trådløs kommunikation.